# Demetrias monostigma

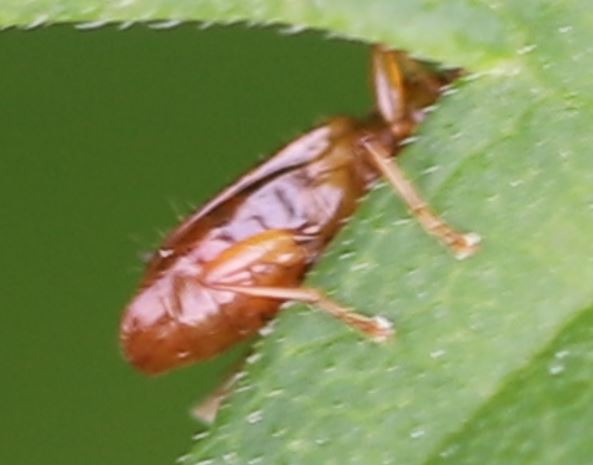
Ventralseite des Hinterleibs erkennbar

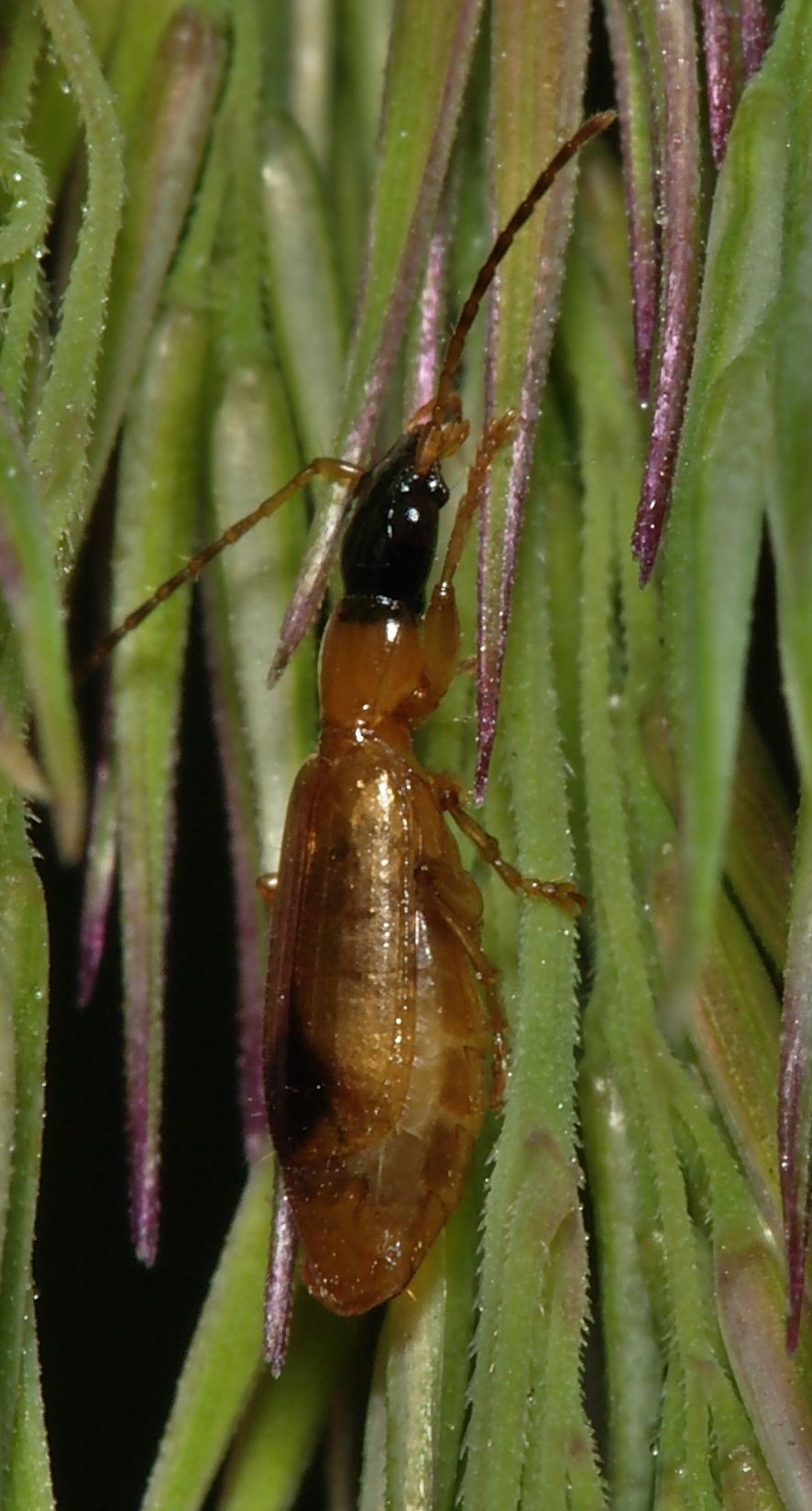
Weibchen vor der Eiablage

Demetrias monostigma, auch als Ried-Halmläufer bekannt, ist ein Laufkäfer aus der Unterfamilie Harpalinae. Erstbeschreiber der Art ist der französische Entomologe George Samouelle. Das lateinische Art-Epitheton monostigma bedeutet „einzelner Fleck“ oder „einzelnes Makel“ und bezieht sich offenbar auf die Färbung der Flügeldecken. Demetrias monostigma ist eine von drei mitteleuropäischen Arten der paläarktisch verbreiteten Gattung Demetrias.

## Merkmale
Die kleinen gelbroten Laufkäfer erreichen eine Körperlänge von 4,1–5,5 mm. Der Kopf ist mit Ausnahme des Labrum (Oberlippe) vollständig schwarz gefärbt. Die Fühler sind vom vierten Glied an leicht verdunkelt. Die Flügeldecken weisen eine schmale Nahtschwärzung auf, die sich gelegentlich bis fast zum Schildchen (Scutellum) hin ausdehnt. Nahe dem Hinterrand der Flügeldecken verbreitert sich die Nahtschwärzung zu einem breiten Fleck. Der Fleck erreicht nicht den Hinterrand der Deckflügel. Im Norden ihres Verbreitungsgebietes hat die Art durchgängig reduzierte Hinterflügel. In Mitteleuropa sind die Käfer dagegen in der Regel voll geflügelt. Die Klauen weisen auf der Unterseite nur einen deutlich ausgebildeten Zahn auf. Die übrigen Zähne sind nur rudimentär ausgebildet.

## Verbreitung
Die Käferart kommt in Europa im südlichen Nordeuropa (südliches Skandinavien und Großbritannien), in Mitteleuropa sowie in Osteuropa vor. Nach Osten reicht das Vorkommen der Art in den Kaukasus sowie nach Westsibirien, Kirgisistan und West-Turkestan.

## Lebensweise
Die Käfer findet man von Frühjahr bis Herbst. Die Käferart überwintert als Imago. Fortpflanzungszeit ist im Frühjahr. Das typische Biotop der Käferart bildet die Halmzone von Grasbulten. Man findet die Käfer insbesondere an der Küste in trockenen Sanddünenlandschaften mit Strandhafer und Rohrkolben, im Binnenland dagegen häufig in Sumpfarealen und sandig-lehmigen Flussauen mit Seggen-Bewuchs.